# Ван Фаньси
Ван Фаньси́ (кит. упр. 王凡西, пиньинь Wáng Fánxī, 16 марта 1907 — 30 декабря 2002) — китайский политический деятель и революционер, одна из ключевых фигур китайского троцкизма.

## Биография
Родился в Хайнинской области Ханчжоуской управы (современный городской уезд Хайнин городского округа Цзясин) провинции Чжэцзян. В 1925 году присоединился к находящейся в подполье Коммунистической партии Китая. В 1927 год отправился в Москву на учёбу в Коммунистическом университете трудящихся Востока им. И. В. Сталина. Там встал на сторону Льва Троцкого и Левой оппозиции.
По возвращении в Китай, Ван Фаньси стал создателем оппозиционной троцкистской организации («Октябрьской группы») и был исключён из партии. В 1931—1937 годах находился в гоминьдановском заключении. В 1941 году произошёл раскол в китайской Левой оппозиции, и Ван Фаньси вошёл в Интернациональную рабочую партию. В 1949 году эмигрирует в Гонконг, чтобы установить международные связи, но вскоре выслан в Макао. В эмиграции активно писал (в том числе «Исследование идей Мао Цзэдуна») и играл важную роль в Воссоединённом Четвёртом интернационале В 1975 году он снова был вынужден переехать, на этот раз в Лидс.